# Matthew Manning
 (août 2007).
Si vous disposez d'ouvrages ou d'articles de référence ou si vous connaissez des sites web de qualité traitant du thème abordé ici, merci de compléter l'article en donnant les références utiles à sa vérifiabilité et en les liant à la section « Notes et références ».
Matthew Manning (né le 17 août 1955) se présente comme un sujet psi britannique. À l'âge de dix-neuf ans, il prétend avoir des pouvoirs paranormaux : psychokinèse, voyance, écriture automatique, prémonition, médiumnité, poltergeist, etc. Il est surnommé Poltergeist Boy. 

## Biographie
Depuis ses onze ans il est harcelé par des esprits, sa famille affirme qu'elle aurait été témoin de phénomènes de poltergeist. Au collège, ces manifestations auraient continué et Manning se serait soumis alors à des cérémonies d'exorcisme.
Par la suite, Manning aurait prétendu parvenir à dominer ces phénomènes en s'adonnant à l'écriture automatique. Grâce à ce système, il écrirait dans plusieurs langues (latin, grec, russe, arabe, etc.) sans comprendre la teneur des messages.
Plus tard, il se tourne vers le dessin et la peinture automatiques. Il signe certains de ces dessins du nom de grands peintres décédés : Dürer, Picasso, Klee et Matisse, entre autres. La télévision anglaise, américaine (il est soutenu et suivi par le présentateur David Frost), de nombreux articles dans des journaux anglais, allemands, français (Paris Match lui consacre un article le 8 février 1975), le font connaître du public.
En 1974, il subit des tests à Londres, en Allemagne, à Toronto par George Owen de la Cambridge Psychical Research Society  ; les expériences de son enfance et les recherches à son sujet menées par Owen sont publiées dans The Link.
Il aurait également le pouvoir de guérir le cancer.
Ses prétendus pouvoirs paranormaux ont été largement mis en doute par les sceptiques qui les ont étudiés ou testés, tels James Randi ou John G. Taylor.[réf. nécessaire]